# هنري هارز
كان هنري-جيري هارز (23 يوليو 1923 - 14 ديسمبر 2008) عالمًا فيزيائيًا وعالمًا فيزيائيًا بلجيكيًا وأستاذًا في الجامعة الكاثوليكية في لوفان. كان بارزا لعمله في استقلاب الكربوهيدرات والاضطرابات الوراثية المرتبطة به. مثال على ذلك هو مرض هارز -داء اختزان الغلايكوجين النمط السادس-. في عام 1966، حصل على جائزة Francqui في العلوم البيولوجية والطبية، وفي عام 1975 حصل على جائزة مؤسسة غيردنر الدولية لمؤسسة غيردنر.